# Långnäset, Hangö
Långnäset är en udde i Finland. Den ligger i Hangö i landskapet Nyland, i den södra delen av landet, 100 km väster om huvudstaden Helsingfors.
Terrängen inåt land är mycket platt. Havet är nära Långnäset åt sydost.  Närmaste större samhälle är Hangö, 16,6 km väster om Långnäset. I omgivningarna runt Långnäset växer i huvudsak barrskog.